# Melanchthonhuis (Bretten)
Het Melanchthonhuis in Bretten is een museum, dat gewijd is aan de theoloog en reformator Philipp Melanchthon (1497 - 1560).
Het bevindt zich in het centrum van de stad Bretten, aan de Marktplatz, op de plaats, waar, totdat dit in 1689 door brand werd verwoest, Melanchthons geboortehuis heeft gestaan. Op de gevel staat in vergulde letters te lezen: Gott zu Ehren – Melanchthon zum Gedächtnis – Errichtet von der Evangelischen Christenheit. Het museum is gevestigd in een tussen 1897 en 1903 opgericht neogotisch gebouw. Het interieur van het gebouw is sedert 1903 nagenoeg niet gewijzigd. Het gebouw is voorzien van glas-in-lood-ramen, gemaakt door Otto Linnemann (die soortgelijke ramen maakte voor het Academiegebouw (Groningen)).
Het Brettener Melanchthon-Haus omvat ook een grote bibliotheek (11.000 boekdelen) met vooral theologische boeken van en over Melanchthon. De Gedächtnishalle, die met o.a. standbeelden en fresco's is versierd, kan desgewenst, door het verschuiven van meubels en het plaatsen van een altaar, worden gebruikt als evangelisch-luthers kerkgebouw.

## Afbeeldingen

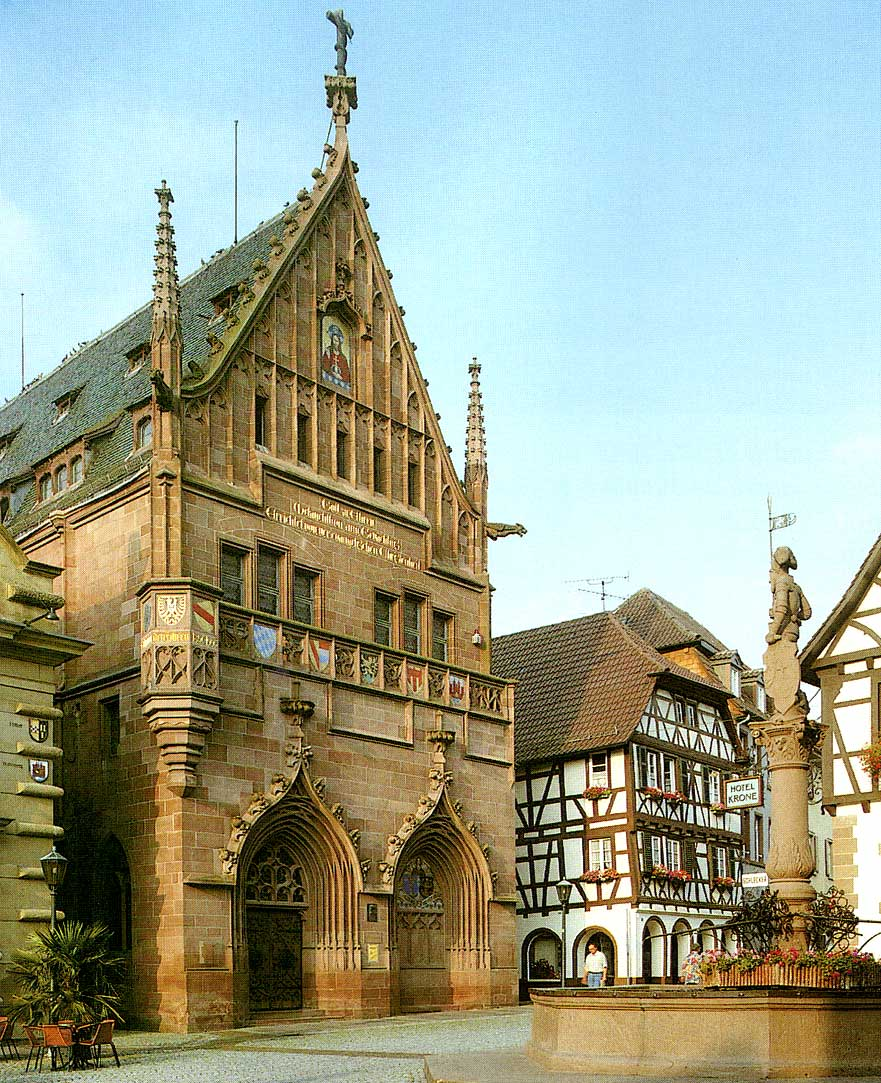
Het Melanchthonhuis te Bretten
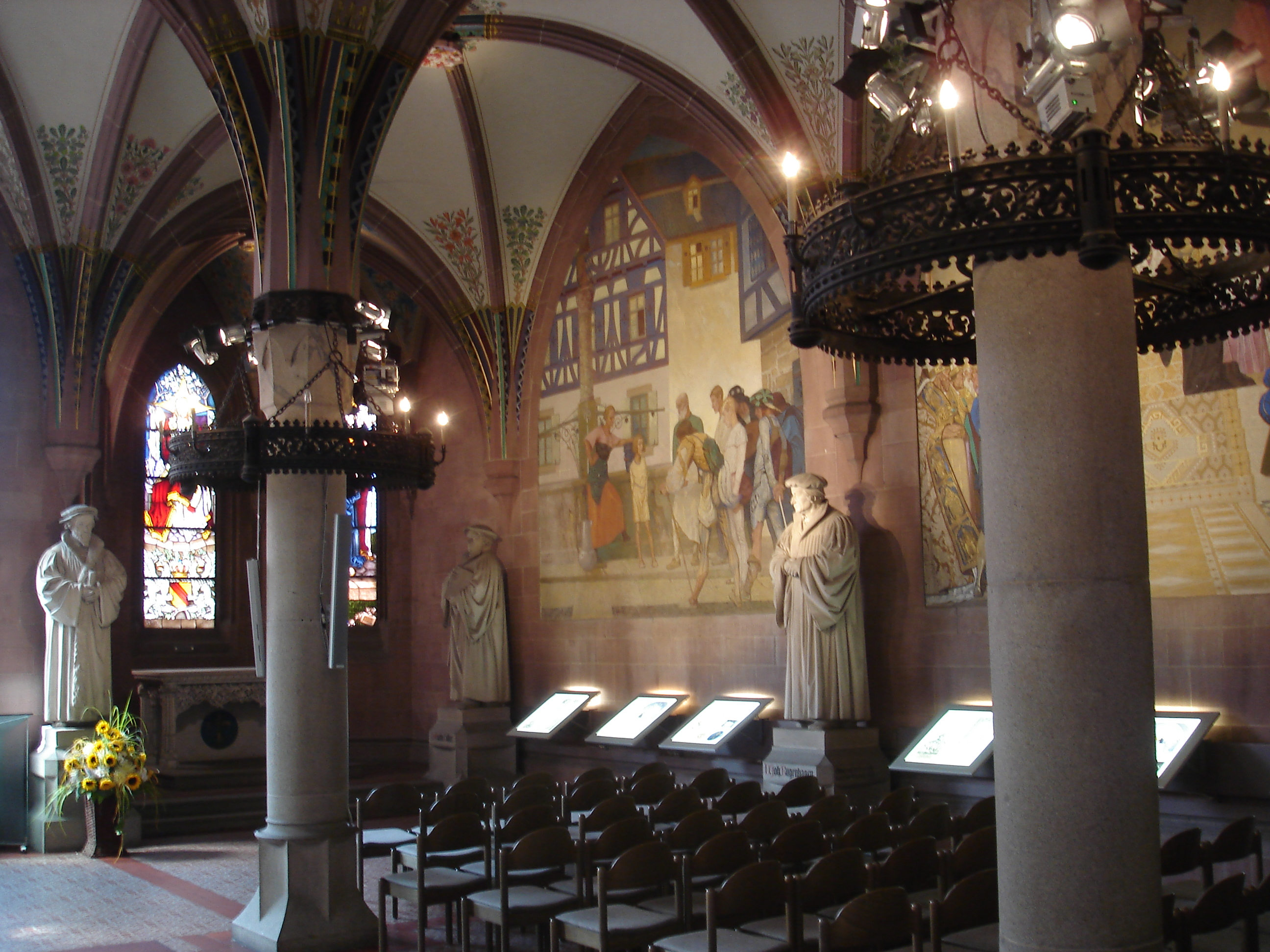
De Gedächtnishalle